# Vidák István
Vidák István (1947. szeptember 11.–) magyar népművész, textilművész, nemezművész. A Magyar Művészeti Akadémia állandó tagja (2012).

## Életútja
Elvégezte a Gépipari Automatizálási Műszaki Főiskolát, majd a Kecskeméti Tanítóképző Főiskolát[mikor?]. Érdeklődése a népművészet felé fordult, feleségével, Nagy Marival együtt Gödöllőről indultak a népművészet megújítását keresve. Faluról falura jártak, hogy tanulmányozzák a kosárfonás módjait. 1982 és 1998 közt a kecskeméti Szórakaténusz Játékmúzeum és Műhely munkatársa, 1998-tól önálló textilművész, nemezművész. Felesége, Nagy Mária is a Szórakaténusz Játékmúzeumban dolgozott, együtt kezdtek el foglalkozni a kosárfonás, a természetes anyagokból készített gyermekjátékok mellett – autodidakta módon – a textilművészetnél is ősibb nemezkészítéssel.
Feleségével, Nagy Marival bejárták az egész magyar nyelvterületet, hogy felkutassák az ősi nemezkészítés módszereit. Az 1990-es években több utazást tettek Kis- és Közép-Ázsiába, Indiába a nemezkészítés nyomában. Munkáikat kiállításokon mutatják be, tapasztalataikat könyvekben és foglalkozásokon adják tovább gyermekek, főiskolai hallgatók és érdeklődő felnőttek számára. Kecskeméten él és alkot immár 1982 óta. Már az 1980-as évektől kezdve elismert művész mind a hazai, mind a külföldi iparművészek körében. Feleségével együtt alkot és kiállít, két gyermekük is a nemezművészet mellett kötelezte el magát. Történetiségében tárják fel a nemezkészítő hagyományt és számos újítást is visznek be a nemezművészetbe.
Feleségével 1984-ben Nemzetközi Nemezművészeti Világtalálkozót, 1985-88 között Nemzetközi Alkotótáborokat szervezett Kecskeméten. „Ez a négy év lett a nemezkészítés újra felfedezésének és elterjesztésének kezdete a világon. Ezek anyagából 30 alkalommal rendeztek kiállításokat, melyek célja a nemez hazai és külföldi megismertetése volt. Tevékenységük hatása az archaikus kultúra terjesztésében napjainkra messze túllépte Magyarország, de Európa határait is. Eddigi munkásságukról számos tanulmányt és könyvet írtak: kosárkötés, játékkészítés, nemezkészítés, nemezsátor-készítés, növényi festés, szövés-fonás, batikolás, ősi magyar minták értelmezése témakörökben...
Közösen készített nemeztakaróikra jellemző az ősi motívumok újraértelmezett felhasználása. Az utóbbi tíz évben, a hagyományos nemez technikák mellett sok új nemezművészeti eljárás feltalálói (pl. a gyapjú indiai selyemmel és pamutanyagokkal való vegyítése, kékfestés nemezen, nyomódúccal való mintázás, ... a nemez batikolása és növényi anyagokkal való megfestése, hímzett nemezek).
2004-ben megrendezték a VIII. Nemezművészeti Világtalálkozót, melyet négy általuk szervezett kiállítás kísért, összesen több mint 200 résztvevővel.”

## Kiállításai (válogatás)

### Egyéni
- 1991 Zalaegerszegi Galéria
- 1996 Ráday Múzeum, Kecskemét
- 1997 Gödöllői Galéria
- 2006 Indó Ház Galéria, Győr
- 2007 Lajosmizse
- 2008 Gödöllő
- 2009-2013 Veresegyház
- 2010 Budapest, Népi Iparművészeti Múzeum
- 2014 Miskolc

### Csoportos
- 1996-2008 több ízben a Kecskeméti Képzőművészek Szövetségével Kecskeméten
- 1996 Szombathelyi Magyar Textilbiennálé
- 1998 Dán Kulturális Intézet, Kecskemét
- 2004 Népi Iparművészeti Múzeum, Kecskemét
- 1984,1995,1996, 2004 Szórakaténusz Játékmúzeum és Műhely, Kecskemét
- 2001-2008 Szoboszlói Galéria

### Csoportos külföldi
- Prága, Pozsony (Csehszlovákia)
- Korrő, Stockholm (Svédország)
- Berlin, Hoebuch, Karlsruhe, München (Németország)
- Haslach (Ausztria)
- Hamar (Norvégia)
- Chur (Svájc)
- Yüveskylä (Finnország)
- Tramonti, Pordenone (Olaszország)
- Skive, Viborg (Dánia)
- Antwerpen, Gent-Miat Textilmúzeum (Belgium)

## Kötetei (válogatás)
- Nemezművészet Hagyomány és újrafelfedezés tanulmánykötet, Kecskemét, 2005. színes, 255 old.
- Nemezkészítés, Budapest, Planétás Kiadó, 1997. részben színes, 102 old.
- Kaskötés, kosárfonás. (Nagy Marival.) Budapest : NPI, 1979. 79 p. ill.
- Játékok vízparti növényekből. (Nagy Marival). Budapest : Móra, 1980. 132 p.
- Nemezsátrak, nemezszőnyegek. Szerk. Ökrösné Bartha Júlia. Szolnok : Damjanich János Múzeum, 1988. 20 p. ill.
- Nemezjátékok a nagyvilágból Noé bárkáján : : Nemzetközi Nemezjáték Kiállítás : Kecskemét, 1995. február 19 – április 9., 1996. március 17 – december 31 / a kiállítást rend., a katalógust összeáll. Nagy Mari és Vidák István. Kecskemét : Szórakaténusz, 1996. [24] p. ill., részben színes
- Nemezjátékok. (Nagy Marival); rajz. Burka Beáta. [Kecskemét] : Szórakaténusz, 1996. 16 p. ill. (1997-ben, 1998-ban újból kiadták, 1998-as bőv. kiad. 32 p.).
- Nemezkészítés gyerekekkel. (Nagy Marival); rajz Burka Beáta és Vidák István. Kecskemét : Szórakaténusz, 1998. 70 p. ill.
- Szövés, fonás gyerekekkel. (Nagy Marival) ; rajz. Burka Beáta. Kecskemét : Szórakaténusz, 1998. 46 p.
- A megregulázott rendetlenség : nemez egypercesek. (Nagy Marival). Kecskemét : magánkiadás, 1999. 37 p. ill.
- Elfelejtett ősök árnyai : tanulmányok, 1972-1998. (Nagy Marival); [közread. a] Petőfi Sándor Művelődési Központ. Gödöllő, 1999. 87 p. ill. (Újból közreadta a Püski Kiadó 2001-ben)
- Fűben, fában játék. (Nagy Marival) ; [a színes felvételeket Nagy Mari, a rajzokat Burka Beáta és Vidák István kész.] Budapest : Planétás, 1999. 131 p., XVI t. ill., részben színes
- Türkmen nemezkészítés és mai felhasználása (Nagy Marival) ; ... rajz Burka Beáta, ifj. Lefor Gyula, Lovas Ádám. Kecskemét : Nagy M. Vidák I., 2000. 41 p. ill.

## Társasági tagság
- Magyar Művészeti Akadémia, rendes tag, 2012
- Magyar Alkotóművészek Országos Egyesülete (MAOE) tagja 1986 óta
- Duna-Tisza közi Népművészeti Egyesület
- Magyar Néprajzi Társaság
- Magyar Szemiotikai Társaság
- Kőrösi Csoma Társaság
- Nemzetközi Nemezművészeti Társaság
- Német Nemezművészeti Társaság

## Díjak, elismerések
- Népművészet Mestere díj (2010)
- Népművészet Ifjú Mestere díj (1974)
- Aranyplakett (kosár, 1976)[2]
- Gránátalma-díj (nemez, 1996, 2010)
- Király Zsiga-díj (1994)
- Hagyományőrző díj
- Kecskemét Közművelődéséért díj
- Master of feltmaking (A nemez mestere) 2009, Finnország
- Gombold újra, Köztársasági elnök különdíj, 2012